# Eine problematische Natur

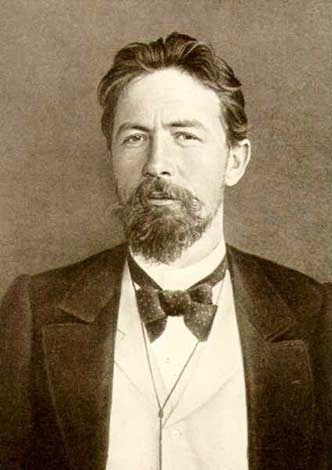
Anton Tschechow

Eine problematische Natur, auch Eine rätselhafte Natur (russisch Загадочная натура, Sagadotschnaja natura), ist eine Kurzgeschichte des russischen Schriftstellers Anton Tschechow, die am 19. März 1883 in dem Wochenblatt Oskolki erschien. Zu Lebzeiten des Autors wurde der Text ins Bulgarische, Deutsche, Finnische, Polnische, Schwedische, Serbokroatische und Tschechische übertragen. Anton Tschechow karikiert die Epigonen des psychologischen Romans.

## Handlung
In einem russischen Eisenbahnabteil Erster Klasse küsst der junge, schriftstellernde Gouverneursattaché Woldemar der in den Polstern halb liegenden hübschen jungen Dame die Hand. Dieser Amateur-Psychologe möchte die Geschichte der Dame in eine seiner Short Stories bannen und in der Gouvernementszeitung publizieren. Jene Frau erzählt, sie sei von einem jungen Manne geliebt worden, hätte aber einen vermögenden alten General geehelicht. Nach dem Ableben des Militärs reiche Witwe geworden und endlich frei, hätte ein junger Mann bei ihr angeklopft. Aber wiederum war der jungen Dame das Glück versperrt worden; abermals von einem reichen Alten.

## Rezeption
Schklowski schreibt: „Die Verdopplung ... desselben Motivs ... macht das Material einer Salonnovelle zur Geschichte einer ganz gewöhnlichen Prostitution.“

## Sekundärliteratur
- Wiktor Schklowski: Theorie der Prosa. Herausgegeben und aus dem Russischen übersetzt von Gisela Drohla. 192 Seiten. S. Fischer, Frankfurt am Main 1966 (Übersetzung der russischen Originalausgabe О теории прозы (O teorii prosy), Moskau 1925)